# Ooh Yeah!
Ohh Yeah! es el decimotercer álbum del dúo norteamericano Hall & Oates, fue lanzado el 27 de julio de 1988. 
Fue su primer trabajo después de cuatro años y también el primero bajo la discográfica Arista Records. El álbum se convirtió en disco de platino en Estados Unidos y alcanzó el número 3 con el sencillo "Everything Your Heart Desires", así como los sencillos "Missed Opportunity" y "Downtown Life", que llegaron a los puestos 29 y 31 respectivamente. Estos tres temas cuentan con sus videos musicales.
La popularidad del álbum fue muy pobre y se vendieron muchas menos copias a comparación de los álbumes anteriores.

## Lista de canciones
1. "Downtown Life" - 4:28
2. "Everything Your Heart Desires" - 5:00
3. "I'm In Pieces" - 4:50
4. "Missed Oportunity" - 4:47
5. "Talking All Night" - 4:34
6. "Rockability" - 4:45
7. "Rocket To God" - 5:49
8. "Soul Love" - 4:25
9. "Realove"- 5:24
10. "Keep On Pushin' Love" - 5:18